# 옌팅크겨울잠쥐
옌팅크겨울잠쥐(Graphiurus crassicaudatus)는 겨울잠쥐과에 속하는 설치류의 일종이다. 카메룬과 코트디부아르, 가나, 라이베리아, 나이지리아, 토고에서 발견되며, 베넹과 적도기니 그리고 시에라리온에서도 서식하는 것으로 추정된다. 자연 서식지는 아열대 또는 열대 기후 지역의 습윤 저지대 숲이다.